# イザベラ・スコルプコ
イザベラ・ドロタ・スコルプコ（Izabella Scorupco、本名：Izabella Dorota Scorupco、1970年6月4日 - ）は、ポーランド出身の女優。

## 来歴
子供の頃にスウェーデンに移住。
17歳のときに映画監督のスタッファン・ヒルデブランドに見出されて映画デビュー。その後モデルとしてスウェーデンやヨーロッパで活躍し、また歌手としてシングルを出したこともある。1995年に『007 ゴールデンアイ』のボンドガールに抜擢され、国際的に注目されるようになった。
1996年にポーランド人のアイスホッケー選手マリウス・チェルカウスキーと結婚。長女を出産したが、1998年に離婚。2003年にアメリカ人の男性ジェフリー・レイモンドと再婚し、同年7月に長男を出産。

## 主な出演作品
- 007 ゴールデンアイ GoldenEye  (1995)
- ファイアー・アンド・ソード Ogniem i mieczem　(1999)
- バーティカル・リミット Vertical Limit  (2000)
- ディープ・リミット　限界深度 Dykaren　(2000)
- サラマンダー Reign of Fire  (2002)
- エクソシスト ビギニング Exorcist: The Beginning  (2004)
- アメリカン・ホストクラブ Cougar Club　(2007)